# Bugoro
Bugoro ou Buguro é uma vila da comuna rural de Tieré, na circunscrição de Cutiala, na região de Sicasso ao sul do Mali.

## História
Em 1895-1896, após ser resgatado de seu cativeiro pelos franceses, Melegué Uatara fugiu para Bugoro e então para Cutiala.